# 蒂宾根龙属
蒂宾根龙（属名：Tuebingosaurus，意为“蒂宾根蜥蜴”）是德国晚三叠世特洛辛根组发现的一属大脚类蜥脚形亚目恐龙。模式种兼唯一种是迈弗氏蒂宾根龙（T. maierfritzorum），之前曾被鉴定为板龙的一个标本。

## 发现与命名

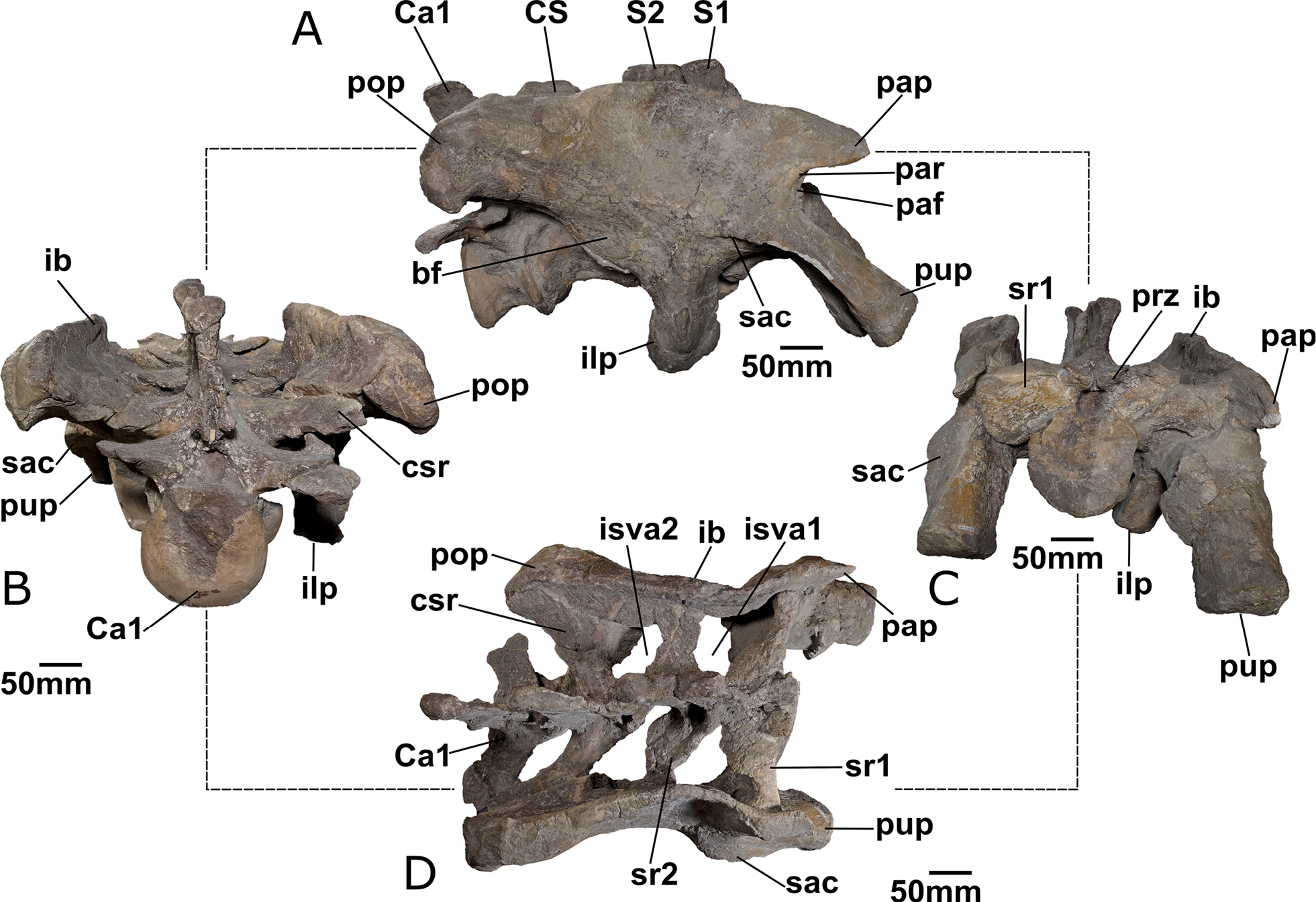
正模标本的骨盆

正模标本GPIT-PV-30787（亦称“GPIT IV”）为部分颅后骨骼，于1922年发现并保存于蒂宾根大学的古生物收藏中。它最初被归入普氏格雷斯利龙（Gresslyosaurus pleiningeri），后来被视为一件板龙标本，有时亦以此身份作为系统发育分析使用的参考材料。然而，它实际上拥有数个存在于更多衍生蜥脚形亚目身上的特征，因此于2022年被命名为独立分类单元迈弗氏蒂宾根龙（Tuebingosaurus maierfritzorum）。属名“Tuebingosaurus”取自蒂宾根市，种名“maierfritzorum”纪念尤韦·弗瑞茨（Uwe Fritz）和沃夫冈·迈尔（Wolfgang Maier）；前者是《脊椎动物学》杂志的编辑，该杂志出版了一个纪念迈尔的个人纪念论文集；蒂宾根龙的描述也是此次学术活动的一部分 。

## 分类
尽管其描述者仅将其分类为大脚类蜥脚形亚目，但他们也进行系统发育分析，将其更恰当地归入蜥脚类，可能与施莱特海姆龙关系较近。

## 古生态学
特洛辛根组最初被解释为动物的同期沉积层，但现在被认为是千百年来河流沉积的陷入泥沼的尸体的不断累积。该地层的其它标本包括兽脚类的理理恩龙和几种归入板龙的蜥脚形亚目，以及一些归入板龙但需要重新分类的物种。